# سيكو كيبون
السيكو كيبون (西洋紀聞) هي دراسة من ثلاثة مجلدات على الغرب من السياسي والباحث الياباني أراي هاكوسيكي قائمة على على محادثات مع المبشر الإيطالي جيوفاني باتيستا سيدوتي. 
أول مجلد هو تجميع لمحادثات مع سيدوتي، والمجلد الثاني هو دراسة "القارات الخمس" (أفريقيا، آسيا، أستراليا، أوروبا و الأمريكيتين)، أما المجلد الثالث فيتضمن نظرة للكثلثة الرومانية التي تتضمن بعض الانتقادات لهاكوسيكي على المسيحية، كالمقارنات التي يقوم بها مع البوذية. كتب السيكو كيبون في حوالي 1715 ونشر عام 1882.